# Natasha Thomas

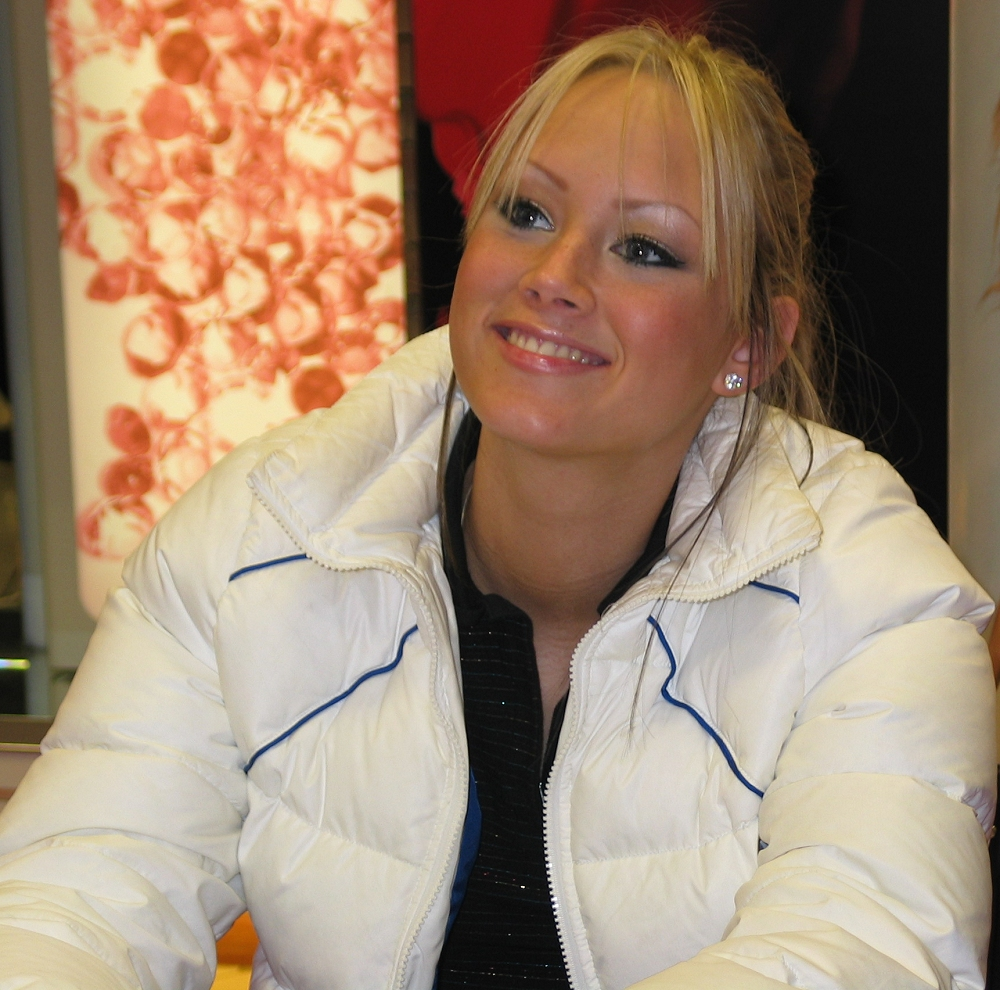
Natasha Thomas in 2004

Natasha Thomas (Roskilde, 27 september 1986) is een Deense zangeres. In oktober 2013 maakte ze bekend haar muziekcarrière beëindigd te hebben.

## Discografie
Albums
- 2004: Save your kisses for me
- 2006: Playin' with fire

Singles
- 2003: Why (Does Your Love Hurt So Much)
- 2004: It's Over Now
- 2004: Save Your Kisses
- 2005: Skin Deep
- 2006: Real

Promo singles
- 2004: Let Me Show You (The Way)
- 2006: Irresistible
- 2006: Your Love Carries Me
- 2007: Stereotypical
- 2009: Solo Con Te
- 2011: Alene

- Bibliothèque nationale de France: cb15027447q (data)
- Gemeinsame Normdatei: 135325986
- International Standard Name Identifier: 0000 0000 5521 8868
- MusicBrainz: f25f342f-b5f0-4f37-8a65-0ffdb8a4a563
- Virtual International Authority File: 69211019
- WorldCat: E39PBJxMkKD9Y6PQkWC3RFmrv3